# Hilara irritans
Hilara irritans är en tvåvingeart som beskrevs av Mario Bezzi 1909. Hilara irritans ingår i släktet Hilara och familjen dansflugor. Inga underarter finns listade i Catalogue of Life.